# Frank Bagnack
Pour les articles homonymes, voir Macky.
Macky Frank Bagnack Mouegni, plus connu comme Frank Bagnack ou Macky, né le 7 juin 1995 à Yaoundé (Cameroun), est un footballeur international camerounais qui évolue au poste de défenseur central au Kaïrat Almaty.

## Biographie

### En club
Frank Bagnack est repéré par le FC Barcelone alors qu'il participe à un tournoi pour joueurs de moins de douze ans. Grâce à la fondation de Samuel Eto'o, Frank Bagnack est recruté en 2008 par Barcelone en compagnie de ses compatriotes dont Jean-Marie Dongou.
Fin 2010, Bagnack se blesse gravement lors d'un match amical au Brésil contre Cruzeiro et demeure indisponible pendant six mois. Il fait son retour avec les cadets en juillet 2011 en participant à la NextGen Series 2011-2012 parvenant jusqu'en quarts-de-finale.
Frank Bagnack rejoint ensuite les juniors A du Barça. Son bon niveau lui permet de débuter avec le FC Barcelone B en deuxième division espagnole le 8 septembre 2012 face au CD Guadalajara.
Lors de la saison 2013-2014, il rejoint définitivement le FC Barcelone B, entraîné par Eusebio Sacristán, qui termine la saison à une méritoire troisième place.
Le 12 janvier 2016, le FC Barcelone met un terme à son contrat.

### En équipe nationale
En octobre 2013, Frank Bagnack est convoqué par le sélectionneur du Cameroun Volker Finke pour un match contre la Tunisie. Il fait partie des réservistes pour la Coupe du monde de 2014.
Frank Bagnack est sélectionné pour jouer la Coupe d'Afrique 2015.

## Palmarès
Olimpija Ljubljana
- Vainqueur de la Coupe de Slovénie en 2019.

 Kaïrat Almaty
- Vainqueur de la Coupe du Kazakhstan en 2021.